# Вавилонское викариатство
Вавило́нское викариа́тство — титулярное викариатство Александрийской православной церкви.
Православная кафедра в городе-крепости Вавилоне, стоявшем на Ниле немного севернее нынешнего Старого Каира, известна главным образом благодаря занимавшему её в VI веке преподобному Зосиме Египетскому.
В новейшей истории Александрийского Патриархата епископы Вавилонские служат викариями Папы и Патриарха Александрийского и всей Африки и являются настоятелями Патриаршего Монастыря Святого Георгия в Старом Каире.

## Епископы
древняя епископия
- ок. 449 — Кир
- ок. 459 — Фотий
- ок. 560 — Зосима
- ок. 743 — Феодор
- ок. 755 — Константин

современная титулярная епископия
- 6 декабря 1940 — 14 декабря 1968 — Иларион (Койверакис)
- 11 декабря 1970 — осень 1972 — Дорофей (Венардос)
- 17 декабря 1972 — 30 ноября 1979 — Петр (Якумелос)
- 6 декабря 1979 — 9 июля 1983 — Иоаким (Баласакис)
- 15 августа 1983 — 14 июня 1990 — Петр (Папапетру)
- 17 июня 1990 — 23 сентября 1997 — Порфирий (Скикос)
- 26 ноября 1999 — 27 октября 2004 — Феофилакт (Дзумеркас)
- 14 ноября 2004 — 1 ноября 2006 — Эммануил (Кьяйас)
- 18 октября 2009 — 26 ноября 2014 — Нифон (Цаварис)
- 18 декабря 2016 — 15 февраля 2024 — Феодор (Дридакис)